# Astragalus kongrensis
Astragalus kongrensis es una especie de planta del género Astragalus, de la familia de las leguminosas, orden Fabales.

## Distribución
Astragalus kongrensis se distribuye por India, Bután, Sikkim, Tíbet y China.

## Taxonomía
Fue descrita científicamente por Benth. ex Baker. Fue publicada en Fl. Brit. India [J. D. Hooker] 2(4): 120 (1876).